# 왕평 (전한)
왕평(王平, 王評 ? ~ 기원전 78년 음력 4월)은 전한 중기의 관료로, 자는 자심(子心)이며 제군 사람이다.

## 행적
시원 원년(기원전 86년) 윤9월, 전 정위 왕평은 다른 네 명과 함께 부절을 들고 군국을 돌아다니며 위무하였다.
시원 2년(기원전 85년) 또는 5년(기원전 82년), 군정(軍正) 왕평은 대홍려 전광명과 함께 익주를 쳐 평정하였다. 이후 다시 정위에 임명되었다.
원봉 3년(기원전 78년), 죄수 후사오(侯史吳)가 탈옥하였다. 후사오는 본래 상홍양·상천(桑遷) 부자의 옛 관리로, 상홍양 등이 이전에 연왕의 모반에 가담한 죄로 주살된 후 자신 또한 연좌되어 옥에 갇힌 것이었다. 왕평과 소부 서인은 후사오가 상홍양 등을 숨겨주지 않은 덕분에 그들을 잡을 수 있었다고 여겨 후사오를 사면하려 하였는데, 이에 반대한 시어사(侍御史)의 탄핵을 받아 하옥되었고, 왕평은 함께 연루된 좌풍익 가승호와 함께 요참에 처해졌다. 서인은 스스로 목숨을 끊었다.

## 출전
- 반고, 《한서》
  - 권7 소제기
  - 권19하 백관공경표 下
  - 권60 두주전
  - 권95 서남이양월조선전